# Mercedes-Benz W 03
Der Mercedes-Benz W 03 wurde unter der Bezeichnung 12/55 PS Typ 300 zur Berliner Automobil-Ausstellung im Oktober 1926 vorgestellt. Der Wagen der oberen Mittelklasse konventioneller Bauart mit Dreiliter-Motor und ohne technische Besonderheiten war zusammen mit dem nicht in Serie gebauten 1,4-Liter-Typ W 01 und dem Zweiliter-Typ W 02 von Ferdinand Porsche konstruiert worden.
Der Wagen war werksseitig als Fahrgestell, sechssitziger Tourenwagen, sechssitzige Pullman-Limousine und drei- oder viersitziges Cabriolet (mit zwei Türen) erhältlich. Sein seitengesteuerter Sechszylinder-Reihenmotor mit 2968 cm³ Hubraum (Bohrung × Hub = 74 mm × 115 mm) leistet 55 PS (40 kW) bei 3500/min und beschleunigt das Fahrzeug auf bis zu 100 km/h im vierten Gang. Der Antrieb erfolgte über die Hinterräder. Die Starrachsen vorn und hinten wurden von längs liegenden Halbelliptik-Blattfedern geführt. Der Wagen ist mit Seilzugbremsen für alle vier Räder ausgestattet.
Wie auch der kleinere Zweiliter-Wagen 8/38 PS ließ sich der riesige Mercedes-Benz Typ 300 nicht sonderlich gut verkaufen. Er war zwar sehr bequem, aber viel zu groß und zu schwerfällig. Bereits einige Monate nach Auslieferungsbeginn im Januar 1927 wurde das Modell überarbeitet.
1927 wurde in den unveränderten Wagen ein neuer Motor mit etwas kürzerem Hub eingesetzt. Er hat 3030 cm³ Hubraum (Bohrung × Hub = 76 mm × 110 mm) und leistet ebenfalls 55 PS (40 kW), allerdings bei 3200/min. Eine etwas längere Hinterachsübersetzung (1:4,8 anstatt 1:5,4) sorgt für eine Höchstgeschwindigkeit von 105 km/h.
Diese kleine Änderung, von der Käuferschaft fast unbemerkt, brachte nicht den gewünschten Verkaufserfolg. Daher wurde das Modell im Folgejahr nochmals überarbeitet und als Mercedes-Benz W 04 herausgebracht.

## Technische Daten
| Mercedes-Benz 12/55 PS                       | Mercedes-Benz 12/55 PS | Mercedes-Benz 12/55 PS |
| -------------------------------------------- | --- | --- |
| Konstruktionsbezeichnung                     | W 03 | W 03 |
| Produktionszeitraum                          | 1926 | 1927 |
| Motor                                        | | |
| Arbeitsverfahren                             | Viertakt-Otto | Viertakt-Otto |
| Anordnung im Fahrzeug                        | vorn, längs; stehend | vorn, längs; stehend |
| Motor-Typ / -Baumuster                       | M 7456 | M 03 |
| Zylinderzahl / -anordnung                    | 6 / Reihe | 6 / Reihe |
| Bohrung x Hub                                | 74 × 115 mm | 76 × 115 mm |
| Gesamthubraum                                | 2968 cm³ | 3131 cm³ |
| Verdichtung                                  | 5,0 | 5,1 |
| Leistung / bei                               | 55 PS (40,5 kW) bei 3200/min | 55 PS (40,5 kW) bei 3200/min |
| Drehmoment / bei                             | k. A. | 14,3 mkp (140 N·m) bei 1280/min |
| Ventilanordnung / -anzahl                    | 1 Einlass, 1 Auslass / seitlich stehend | 1 Einlass, 1 Auslass / seitlich stehend |
| Ventilsteuerung                              | 1 seitliche Nockenwelle | 1 seitliche Nockenwelle |
| Nockenwellenantrieb                          | über Stirnräder | über Stirnräder |
| Gemischbildung                               | 1 Flachstromvergaser Zenith HKG | 1 Flachstromvergaser Zenith 36 HK Mod. TD |
| Kraftstofftank: Anordnung / Fassungsvermögen | im Heck / 60 l | im Heck / 60 l |
| Fahrwerk und Kraftübertragung                | | |
| Rahmenausführung                             | U-Profil-Pressstahl-Rahmen | U-Profil-Pressstahl-Rahmen |
| Radaufhängung; vorne                         | Starrachse | Starrachse |
| Radaufhängung; hinten                        | Starrachse | Starrachse |
| Federung; vorne                              | Halbfedern | Halbfedern |
| Federung; hinten                             | Underslung-Halbfedern | Underslung-Halbfedern |
| Lenkung                                      | Schraubenspindel, rechts oder links | Schraubenspindel, rechts oder links |
| Bremsanlage (Fußbremse)                      | mechanisch, auf Vorder- und Hinterräder wirkend | mechanisch, auf Vorder- und Hinterräder wirkend |
| Feststellbremse (Handbremse)                 | mechanisch, auf Hinterräder wirkend | mechanisch, auf Hinterräder wirkend |
| Räder                                        | Holz-, Stahl- oder Drahtspeichenräder | Holz-, Stahl- oder Drahtspeichenräder |
| Reifen                                       | 32 × 6,00, 32 × 6,20 Niederdruck oder 6,00-20 | 32 × 6,00, 32 × 6,20 Niederdruck oder 6,00-20 |
| Angetriebene Räder                           | Hinterräder | Hinterräder |
| Kraftübertragung                             | Kardanwelle | Kardanwelle |
| Getriebe und Fahrleistungen                  | | |
| Getriebe                                     | 4-Gang-Schaltgetriebe | 4-Gang-Schaltgetriebe |
| Schaltung                                    | Schalthebel Wagenmitte | Schalthebel Wagenmitte |
| Kupplung                                     | Mehrscheiben-Trockenkupplung | Mehrscheiben-Trockenkupplung |
| Getriebeart                                  | Zahnrad-Wechselgetriebe | Zahnrad-Wechselgetriebe |
| Getriebe-Übersetzung                         | I. 3,85; II. 2,29; III. 1,58; IV. 1,0 | I. 3,85; II. 2,29; III. 1,58; IV. 1,0 |
| Achsantriebsübersetzung                      | 5,40 | 5,80 oder 5,40 (Flachland) |
| Höchstgeschwindigkeit                        | 100 km/h | 100 km/h |
| Kraftstoffverbrauch                          | 17 l | 17 l |
| Abmessungen und Gewichte                     | | |
| Radstand                                     | 3430 mm | 3430 mm |
| Spur vorne / hinten                          | 1420 / 1420 mm | 1420 / 1420 mm |
| Länge                                        | 4650 mm | 4650 mm |
| Breite                                       | 1760 mm | 1760 mm |
| Höhe                                         | 1920 mm | 1920 mm |
| Gewicht des Fahrgestells                     | 1250 kg | 1250 kg |
| Leergewicht (Wagengewicht)                   | Tourenwagen: 1800 kg; Pullman-Limousine: 1980 kg | Tourenwagen: 1800 kg; Pullman-Limousine: 1980 kg |
| Zul. Gesamtgewicht                           | Tourenwagen: 2550 kg; Pullman-Limousine: 2750 kg | Tourenwagen: 2550 kg; Pullman-Limousine: 2750 kg |
| Allgemeine Daten                             | | |
| Stückzahl                                    | nicht dokumentiert | insgesamt 3854 (Typ 12/55 PS mit Motoren M 03 und M 04)                                                                                               |
| Preise                                       | Fahrgestell: 9.500 RM Tourenwagen (6 Sitze): 11.800 RM Limousine (6 Sitze): 13.800 RM Cabriolet (2/3 Sitze): 13.500 RM Cabriolet (4 Sitze): 14.500 RM | Fahrgestell: 9.500 RM Tourenwagen (6 Sitze): 11.800 RM Limousine (6 Sitze): 13.800 RM Cabriolet (2/3 Sitze): 13.500 RM Cabriolet (4 Sitze): 14.500 RM |
| Belege                                       | | |

## Produktionszahlen
- Typ 300 (W 03, 1926–1927): 834 Stück
- Typ 300 (W 03, 1927): 2485 Stück